# マツダ・ルーチェ
ルーチェ（LUCE）は、マツダが1966年から1995年まで生産・販売していた高級乗用車である。ファミリアに次いで登場したマツダの普通乗用車で、登場から一貫してマツダのフラッグシップとして君臨し続けた。2代目以降はロータリーエンジン搭載車も設定された。
2代目以降は日本国外で「マツダ・929」として販売され、また2代目および3代目のロータリーエンジン搭載車は「マツダ・RX-4」の名で販売された。

## 初代 SUA/SUAV/SVA型（1966年-1972年）
1966年8月発売。ファミリアに続くマツダの普通車第2弾として発表され、1,500ccクラスとしては珍しいフロント3人掛けの6人乗りセダンであった。デザインは、当時ベルトーネに所属していたジョルジェット・ジウジアーロが手掛けている。エンジンは、クロスフローと多球型燃焼室を採用したUB型SOHC（78PS、最高速度150km/h)。グレードは、スーパードライブ（AT車）、デラックス、スタンダードの3種。
- 1967年6月 ツインキャブで86PSに出力をアップし、フロントディスクブレーキを標準装備した4ドアセダンSS（5人乗りフロアシフト、最高速160km/h)、および日本未投入のステーションワゴンとほぼ同一の意匠を持った5ドアバンを追加。
  - 10月26日 派生モデルとして、第14回東京モーターショーに出品された「RX87」をベースとした「ルーチェロータリークーペ」が発売された。同車は「ルーチェ」を名乗るものの、駆動方式が前輪駆動などセダンとは構造が大きく異なる。
- 1968年9月 マイナーチェンジを実施。
  - 12月 1800を追加。ボンネット中央の大型エアスクープが外観上の特徴。搭載されるエンジンは、VB型SOHC（100PS、最高速度165km/h）。グレードはスーパーデラックス、デラックスA、デラックスB。

## 2代目 LA22S/LA2VS/LA2VV/LA33S/LA3VS/LA22SB型（1972年-1978年）
1972年11月発売。「大鷲」をテーマに、一転してアメリカ車風のアクの強いデザインとなった。当初のボディタイプは4ドアセダン、2ドアHTのほかにカスタム（4ドアセダンに2ドアHTのフロントマスクを装着）の3種。また、後にバンやワゴンも追加された。
当初のエンジンは12A型RE（573cc×2）で、AP仕様が115PSと125PS、標準タイプが120PSと130PSの4種のバリエーションを持ち、これに4速、5速、REマチックが組み合わされた。グレードは、2ドアHTが標準車、SX、GS、GSⅡ、セダンが標準車、RX、GR、カスタムがGR、GRⅡ。
発売当初はユーザーにも好評であったが、第一次オイルショックが発生すると、ロータリーエンジンの燃費の悪さ等が問題となり、販売は徐々に下降線を辿った。
- 1973年4月 レシプロエンジン搭載の1800（VC型、110PS）を追加。ミッションは4速とATで、バリエーションは全9タイプ。
  - 5月 昭和50年自動車排出ガス規制に適応した新AP仕様車発売。ミッションはREマチックのみ。
  - 12月 新型のロータリー（13B）を搭載するラグジュアリーグレードのグランツーリスモ（2ドアHT、カスタム）、ワゴン発売（当初は前述の5速のみ）。また、REマチックのみだったロータリー（12A）APにも、4速及び5速を追加。この時点で、レシプロにもマツダCEAPSを搭載し、昭和50年排ガス規制に適合したAP仕様を追加（100PS）。
- 1974年4月 グランツーリスモ系にもREマチックを追加。
  - 11月 ロータリー（12A、13B）に、燃費を改善したREAPS4エンジンを搭載（REAPS3比で20%改善）
- 1975年10月 フロント及びリヤのデザインを一新し（セダン・バン・ワゴンモデルのリアを除く）、フロントバンパーを大型化してノーズを延長するなどのマイナーチェンジを実施。また、これを機にセダンをカスタムに統合した。エンジンは、RE・レシプロとも、新たに昭和51年排ガス規制に適合したREAPS5（REAPS3比で燃費を40%改善）、CEAPS2（CEAPS比で燃費を15%改善）を搭載。
- 1976年6月 1800APのカスタムGL及びGLⅡにAT車を追加するなど、最後の小変更を受ける。
- 1978年7月 3代目ルーチェ発売後も併売していたが、この時点で販売を終了。

## 3代目 LA42S/LA43S/LA4MS/LA4VS型（1977年-1988年）
1977年10月、従来の2代目ルーチェより上級クラスのモデルとしてルーチェレガートが発売されるも、実質的には従来型のモデルチェンジであった。ダッジ・モナコ（Dodge Monaco）のような縦配置型4灯式ヘッドライトを採用したのが特徴で、ボディは4ドアピラードハードトップ（以下、4ドアHT）と4ドアセダンの2種。後にバンも追加された。グレードは、リミテッド、スーパーカスタム、カスタム、カスタムスペシャルの4種。これに、グレードによって4速もしくは5速のATが組み合わされた。
- 1978年7月 昭和53年排ガス規制適合に併せて小変更。REは4ドアHTの13B型車のみへとグレードを縮小、4ドアHTのレシプロエンジン車に、装備を充実させた2000SEスーパーカスタムが追加された。これにより、REが6車種、2000が8車種、1800が2車種となった。またこの時点で2代目の販売を終了。これと同時に「ルーチェ」へと車名表記を戻した。この理由は2代目ルーチェとルーチェレガートが統合され、「3代目ルーチェ」となったことで運輸省への型式認定申請をこれまでの「ルーチェレガート」から「ルーチェ」へ変更したため。
  - 9月 タクシー仕様車（2000LPG）追加。グレードはスーパーカスタムとカスタムスペシャル。
- 1979年2月 バン（1,800cc）をフルモデルチェンジ。
  - 10月 マイナーチェンジ。外観は、大型グリルと角型異形2灯式ヘッドライト、サイドに回り込んだウインカーを持つタイプに変更され、衝撃吸収バンパーを装着。REは改良を加え140PSにパワーアップ。グレード名も見直され、レシプロ系はSG-Xなど、カペラと呼称を統一した。
- 1980年9月 セダンに2200ディーゼル、4ドアHTに2000EGI（120PS）を追加。
- 1981年10月 セダンと4ドアHTのフルモデルチェンジに伴い販売終了。バンはマイナーチェンジのうえ生産継続され、カペラカーゴが登場する1988年3月まで販売された。

## 4代目 HBSHE/HBPHE/HBPH8/HBSN2型（1981年-1986年）
1981年10月発売（レシプロのガソリンシリーズのみ）。このフルモデルチェンジでコスモと兄弟車になる。従来同様、4ドアハードトップと今代のみサルーンと称する4ドアセダンを設定。内装も大幅に変更され、特に4ドアハードトップではメーターフードの左にエアコンとワイパーを、右にライトスイッチを装備するサテライトスイッチ方式となった。
- 1981年11月 省燃費対策を施した6PI（6ポート・インダクション）の12A型RE、2.2Lディーゼルを追加。
- 1982年3月 LPGエンジンのタクシー仕様もフルモデルチェンジ。エンジンは、従来型と同じLPG仕様の2.0L直4のMA型で、グレードはDX、SG-L、SG-Sの3種類。
- 同年10月 世界初のロータリーターボ（12A）搭載車を追加。また、2.0LのEGI車のATを4速化し、サルーンにも同EGI車を設定。
- 1983年10月 マイナーチェンジ。前期型の4ドアハードトップで不評だったフロントマスクを変更し、比較的オーソドックスなマスクへと変更。エンジンには、世界初の共鳴過給システムを採用したハイパワーのRE13B-スーパーインジェクション（SI）を搭載するリミテッドが追加された（ミッションは4ATのみ）。また、ロータリーターボにも4AT車が追加。なお、リミテッド系には電子制御サスペンションAASが装備された。レシプロエンジン車は、新開発の2.0L直4のFE型マグナムエンジン（EGI及びキャブレター）に換装され、1.8Lは廃止。タクシー仕様もマグナム直4のLPG仕様に変更された。
- 1985年5月 レシプロ車のSG-XをGENTEEL（ジェンティール）-Xに、SG-SをGENTEELに変更。GENTEEL-Xはリミテッドに準じた装備を持つレシプロ車の最上級グレード。一方で12A型ロータリー・6PIのGS-X、12A型ロータリーターボのGTサルーン（4ドアセダン）を廃止。又、この時点で唯一3速のままだったFE型キャブ車のATも4速化された（但し、このタイプのみロックアップ機構はなし）。
- 1986年9月 ルーチェのみフルモデルチェンジ。姉妹車のコスモは2ドアHTと4ドアHTのみに縮小し、1990年3月のユーノス・コスモ登場まで継続販売。
- 1989年5月には、サルーン（4ドアセダン）の車体を再利用してタクシー専用車とした、カスタムキャブが発売。

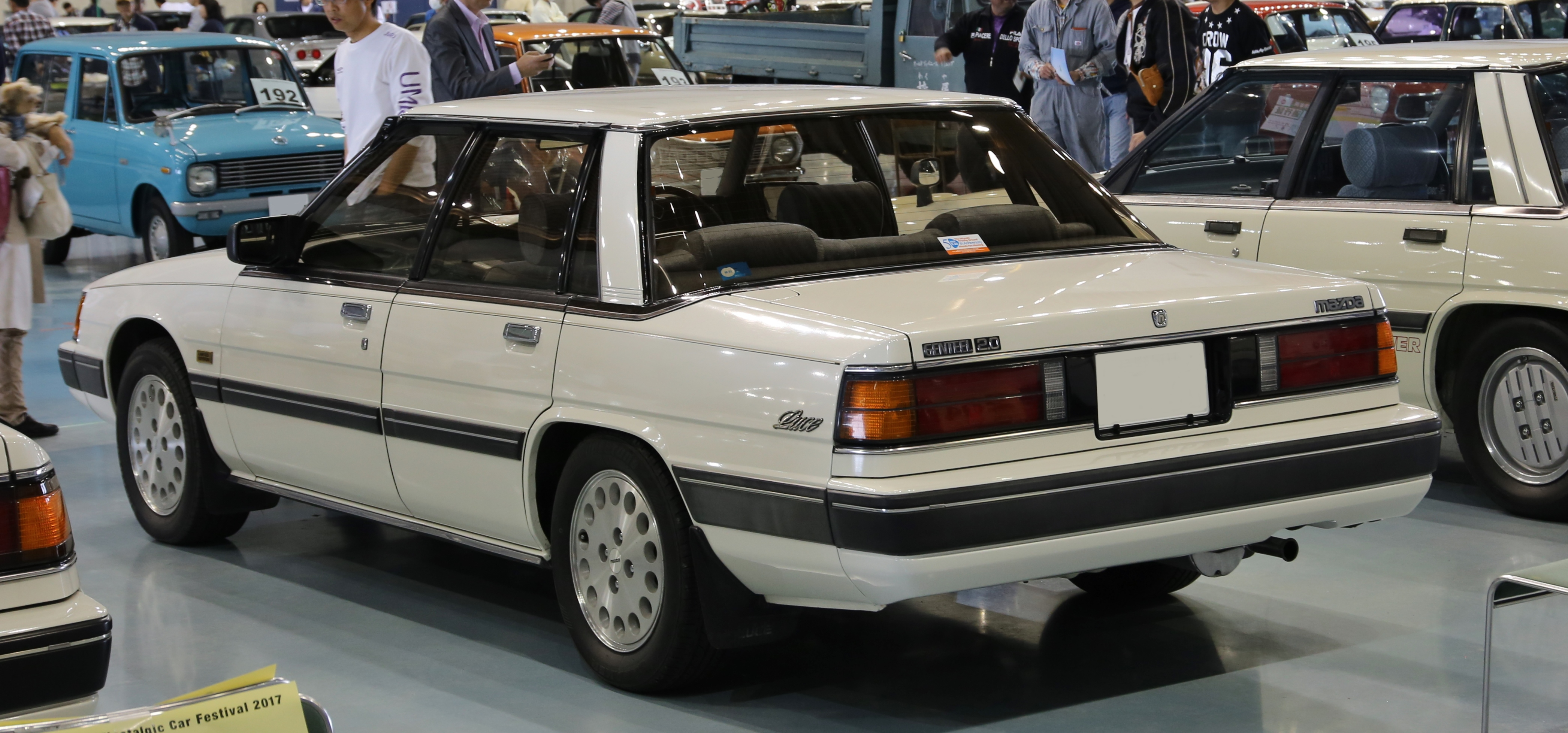
後期型 ハードトップ（リア）

## 5代目 HCSS/HCEP/HCFS/HC3S/HCEJ/HC2J型（1986年-1995年）
1986年9月発売。ロータリーエンジンに代わるV型6気筒エンジンを搭載した「本格的高級サルーン」としてモデルチェンジ。「しっかりとした走り」を実現するために、新開発のE型マルチリンク式リヤサスペンションを採用するとともに、ボディ剛性を大幅に向上させた。
ボディはそれまでの独創的なデザインから一転し、欧州車然としたオーソドックスなデザインとなった。ハードトップモデルのグリル周りやボンネットマスコット、ボディ下部の樹脂パネル、Cピラー周りなどに当時のメルセデス・ベンツの影響が見受けられる点から、「広島のベンツ」と形容されることがある。
搭載されるエンジン及びグレードは、FE型2.0L直4キャブ（82馬力）を積んだSG-X、JF型V6 2.0L EGI・110馬力（XV-X及びリミテッド）、V6 2.0L EGI-TURBO・145馬力（リミテッド及びロイヤルクラシック）、また、4ドアHTにのみ654cc×2ロータリーターボ・180馬力（リミテッド及びロイヤルクラシック）が用意される。ルーチェ及びマツダのセダンタイプのロータリーエンジン車は、このモデルが最後となった。タクシー仕様も設定されており、FE型2.0L直4LPG（64馬力）を搭載したDXとSG-Sが用意された。
韓国では起亜自動車でセダンのみ『ポテンシャ』の車名で生産・販売していた。
- 1987年8月 ルーチェ初の3ナンバー車として、V6 3.0L SOHCのJE型を搭載する「V6-3000ロイヤルクラシック」を追加。
- 1988年9月 マイナーチェンジで後期型となる。フロントグリル右上のマツダのロゴバッジが無くなり、前期型ではボンネット上に付いていたルーチェのバッジがフロントグリルの中央に移動した。V6 3.0LはDOHC化[7]され、200馬力にパワーアップ。V6 2.0Lも同時にロッカーアームとAT制御の変更が行われ燃費が向上された。新規グレードとして、4ドアHTに欧州仕様929と同じユーロチューンドサスペンションを持つV6-3000リミテッドが追加された。一方、V6の廉価版XV-X及びV6-2000ターボ ロイヤルクラシックは廃止された。ボディカラーの変更点もあり、ノーブルホワイト、ロイヤルマルーンメタリック、ハードトップ専用のダーククラレッドとエキスパートブルーマイカ、セダン専用のキャナルブルーメタリックが廃止され、クリスタルホワイト、メローバーカンディー、ブレーブブルー、ジェントルマルーンへ変更された。タクシーはコラムATがDXで廃止され、新たにSG-Sに設定された。
- 1989年4月 4ドアハードトップの3000を仕様変更。本革仕様モデルとヘリボーン柄のファブリック仕様を用意しグレードを充実させている。
- 1990年2月 小変更。各グレードでシート生地の変更、ボディカラー、内装色の見直しが図られた。また、4ドアHTに、専用のメッシュタイプフロントグリル、溶湯鍛造（高圧凝固鋳造）製のメッシュタイプアルミホイール、ビスカスLSD、専用オーナメントを装備したV6・3000リミテッド・グランツーリスモが追加される。
- 1991年9月 教習車を追加。グレードは2.0L FE型LPGエンジンを搭載するSG-Sのみ。
- 1991年12月[8] 同年5月のセンティア登場に伴い自家用モデルの生産・販売を終了。営業車（教習車・タクシー向け4ドアセダン）のみの販売となる。
- 1992年4月 教習車に2.2L・F2型（直4 EGI,105馬力）ガソリンエンジン車を追加。
- 1993年7月 タクシーを一部改良。DXは5人乗りが追加され、4ドアパワーウインドウ、パワードアロック、タコメーター、布地シートが標準となり[9]、前期型以来となるコラムATが復活。SG-Sは4本スポークステアリングが標準となりMT車が廃止された。
- 1995年12月 前面・側面衝突時の安全基準強化に適合しない等の理由で、タクシー・教習車向け4ドアセダンの販売を終了。29年の歴史に幕を閉じた。

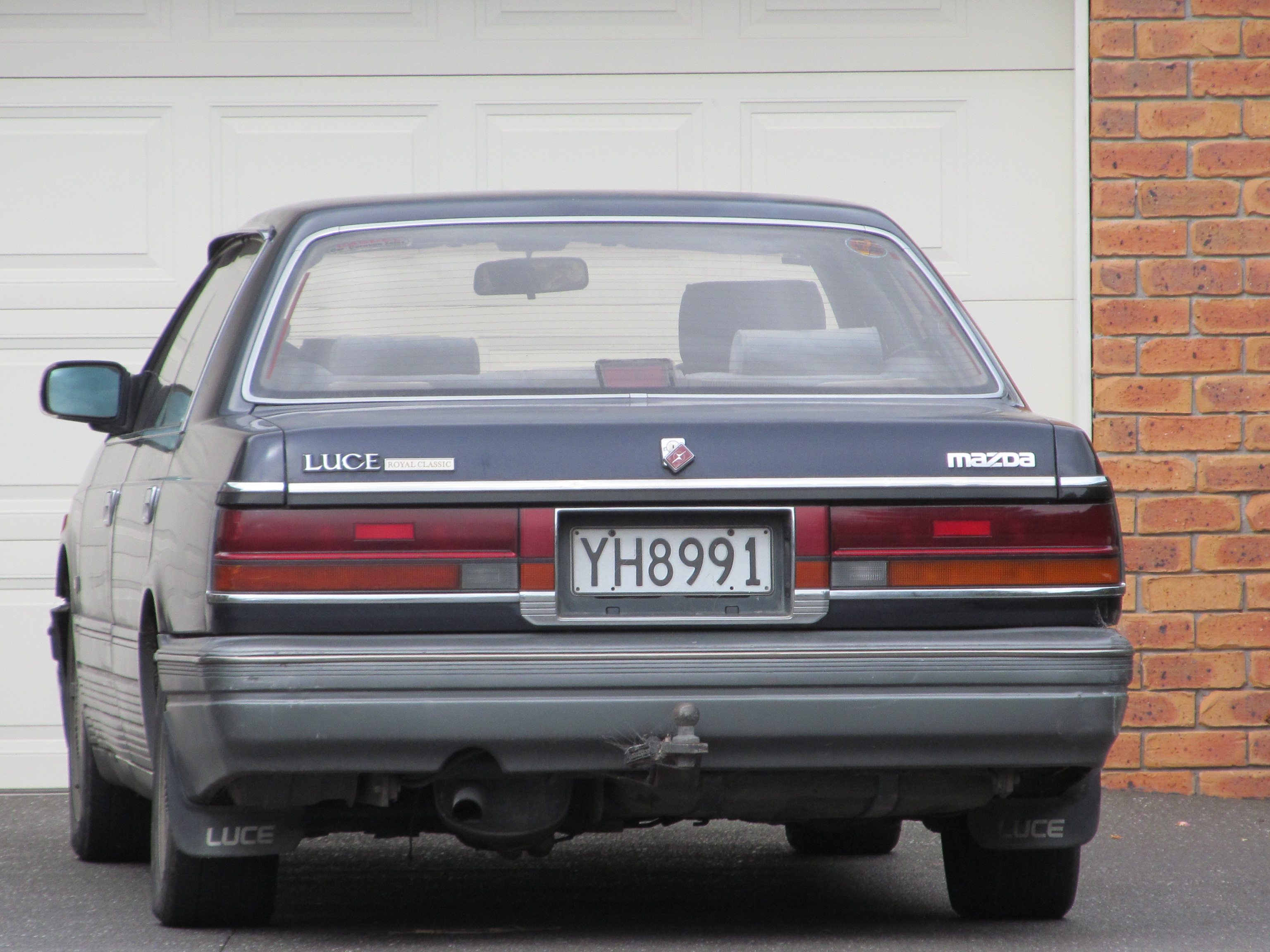
後期型 ハードトップ ロイヤルクラシック （リア）
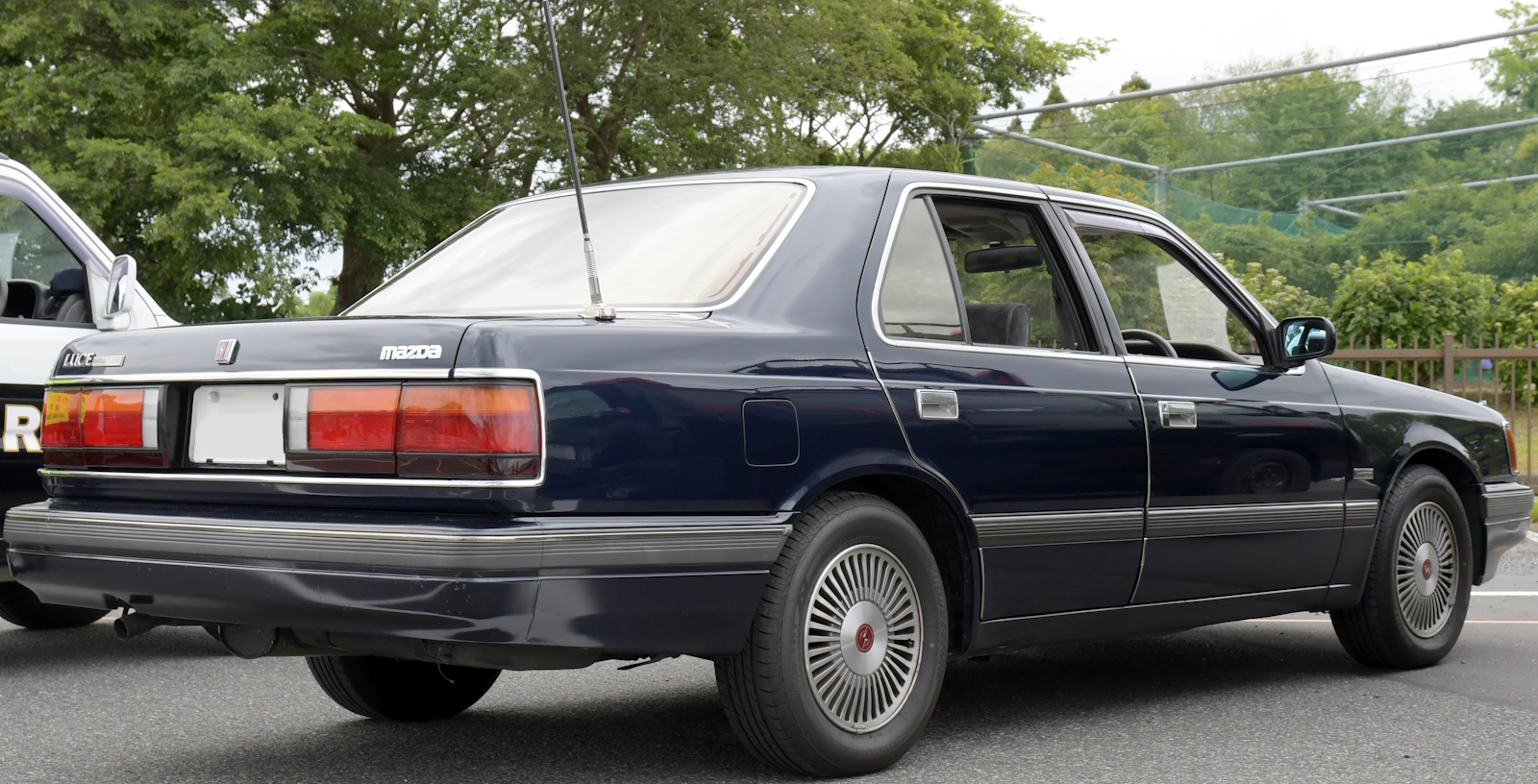
後期型 セダン ロイヤルクラシック （リア）
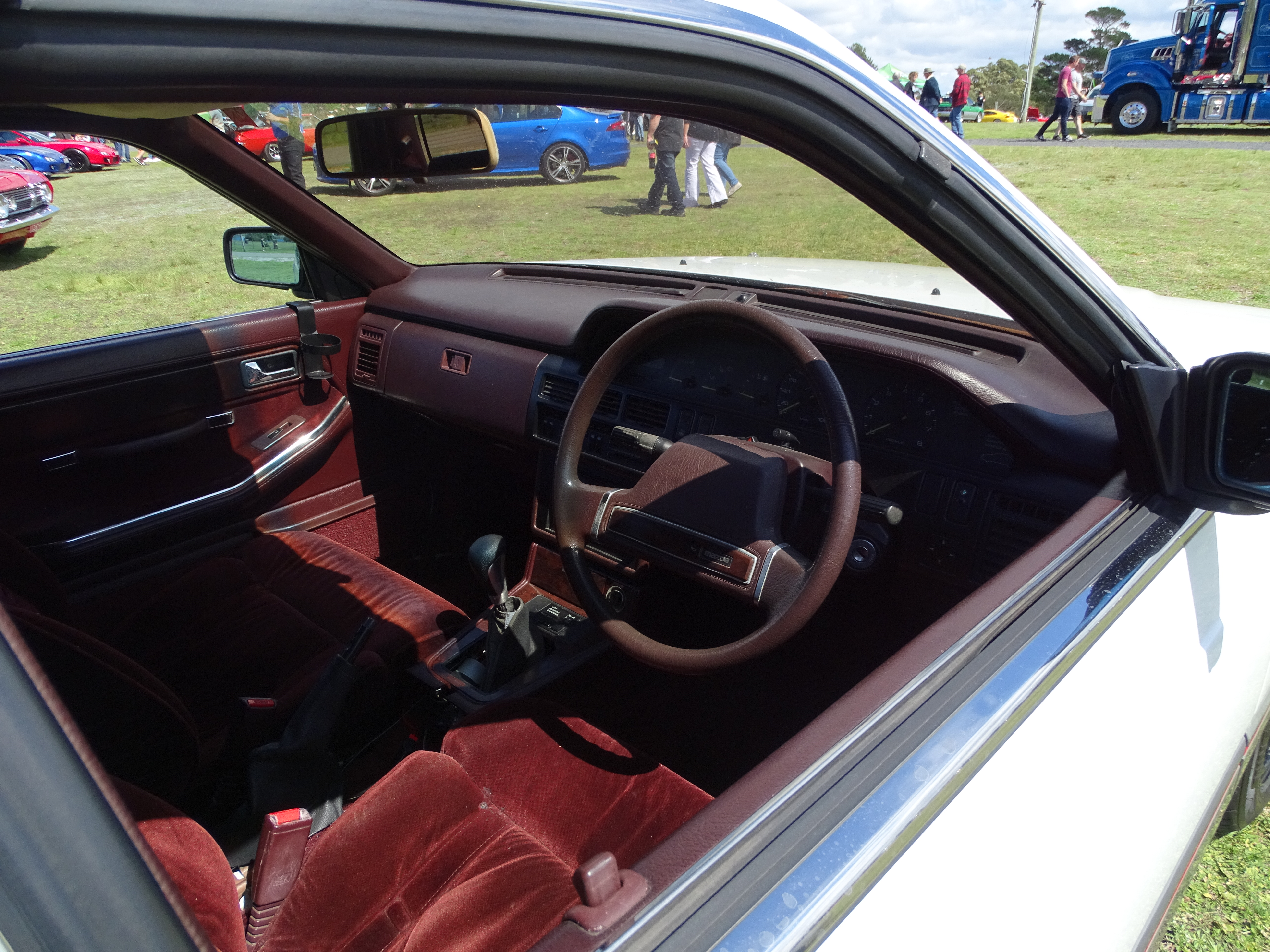
前期型 ハードトップ リミテッド （車内）
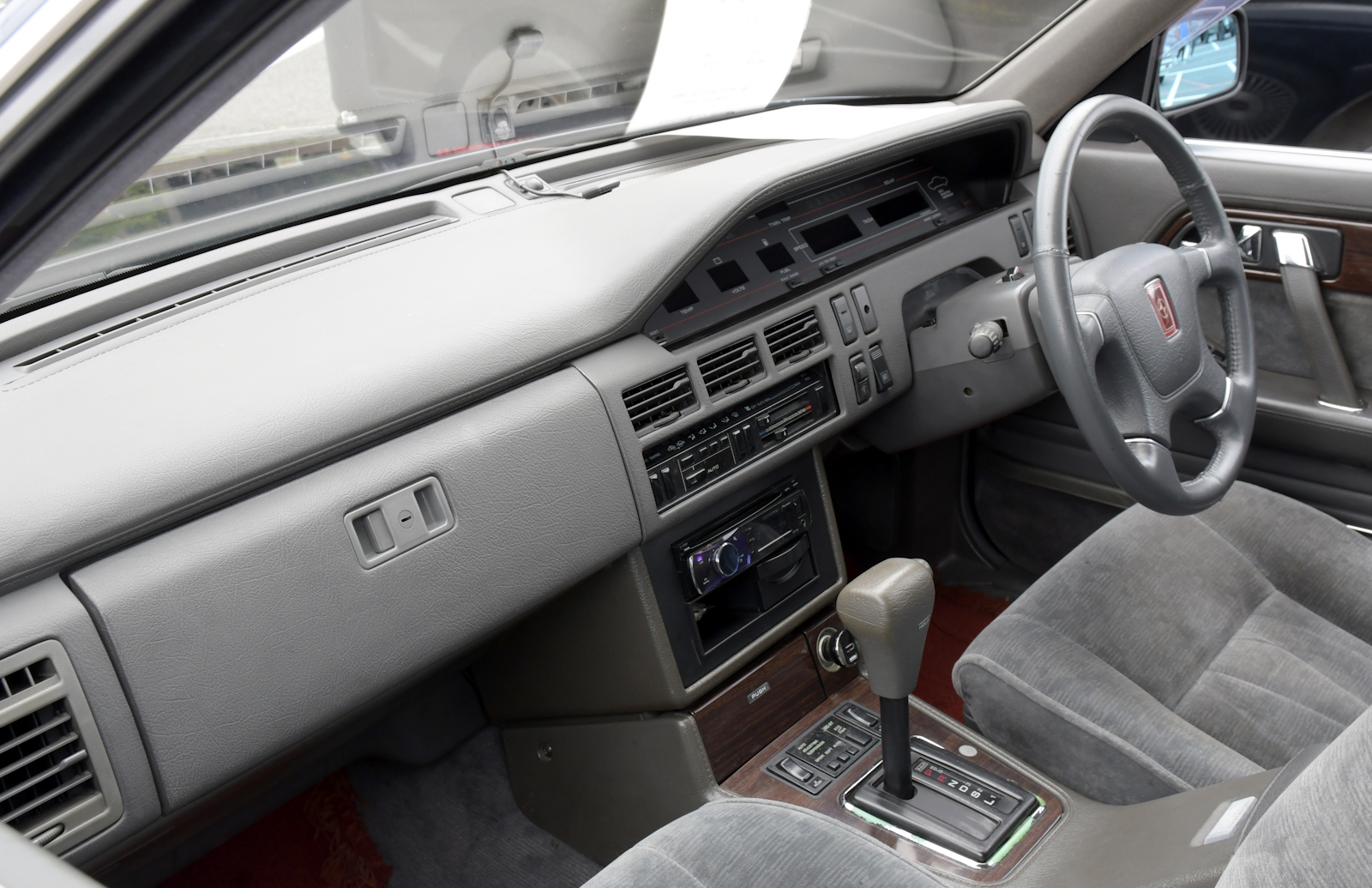
後期型 セダン ロイヤルクラシック （車内）
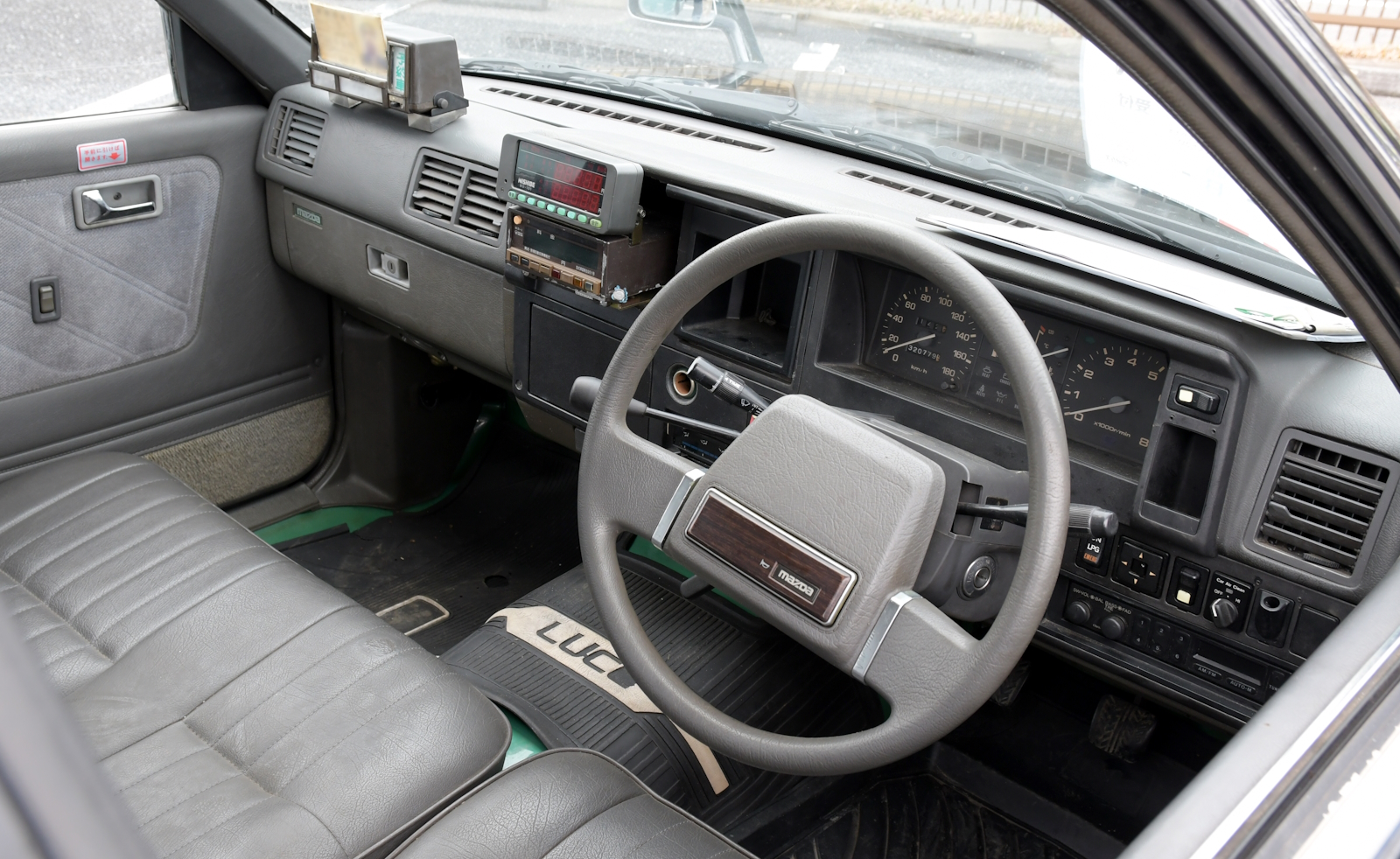
後期型 セダン DX （車内）

## 車名の由来
- イタリア語で「光」「輝き」。象徴的意味合いと共に、細身のピラーによって広いグラスエリアを実現した初代モデルの特徴をも表現している。